# Kościół ewangelicki w Palúdzce
Kościół ewangelicki w Palúdzce – świątynia wyznania ewangelicko-augsburskiego w byłej liptowskiej wsi Palúdzka (obecnie w granicach Liptowskiego Mikułasza) w północnej Słowacji. Parafia organizacyjnie należy do Senioratu liptowsko-orawskiego Kościoła Ewangelickiego Wyznania Augsburskiego na Słowacji.
Modernistyczny kościół został wzniesiony w latach 1940–1941 według projektu J. Hlavaja. Murowany, jednonawowy, z prostokątnie zamkniętym prezbiterium. Od frontu częściowo wtopiona w korpus kwadratowa w rzucie wieża, nakryta dachem hełmowym w formie ostrosłupa, z trzema kondygnacjami charakterystycznych, wąskich okien. Nawę nakrywa betonowy, kasetonowy strop. Wnętrze dekorowane freskami z motywem błogosławiącego Chrystusa i postaciami apostołów.